# 金源
金 源（キム・ウォン、朝鮮語: 김원、1912年2月2日 - 1994年8月5日）は、大韓民国の洋画家。日本統治時代の朝鮮平安南道平壌出身。
1937年、日本の帝国美術学校（現・武蔵野美術大学）西洋画科を卒業し、帰国後は咸興のヨンセン中学校で教員を務めた。1946年から梨花女子大学校教授、1954年以後からは弘益大学校教授を務めた。1960年からは第3次国際美術教育協会に韓国代表として参加し、約4ヶ月間欧米美術界を視察した。 モク会会員、国展審査委員を歴任し、印象主義的な写実化風の風景画を多く描いた。1994年8月5日、持病により82歳で死去した。